# Stinson L-13
Stinson L-13 Grasshopper («Кузнечик») — американский многоцелевой самолёт, выпускавшийся компанией Stinson (англ. Stinson Aircraft Company) с 1945 года. Название «Grashopper» в тот период носили ещё несколько подобных связных самолётов, производства компаний Taylorcraft, Aeronca и Piper.

## История
L-13 был разработан в то время, когда компания Stinson была дочерним предприятием фирмы Consolidated Vultee. Права на него не были переданы компании Piper Aircraft вместе с продажей ей в 1948 году подразделения Stinson, поэтому серийным выпуском занимался преемник компании Consolidated Vultee — Convair. Всего было построено более 300 самолётов.
Конструктивно, самолёт представлял цельнометаллический подкосный высокоплан, с трёхопорным шасси. В ВВС применялся как связной, разведывательный и санитарный.
После военной службы некоторые из них были переоборудованы на Acme Aircraft Company для использования с неподготовленных ВПП (Centaur), а ряд других подвергся аналогичному переделке, произведенной компанией Caribbean Traders Inc. (Husky). Переделки, в частности, включали, установку более мощных (350-400 л. с.) звездообразных двигателей.

## Модификации
XL-13
Прототип с двигателем Franklin O-425-6 (245 л.с. / 183 кВт) — 2 экземпляра.
L-13A
Серийная модификация, двигатель Franklin O-425-9 (250 л.с. / 187 кВт) — выпущено 300 шт.
L-13B
Переделка 28 самолётов L-13A для эксплуатации в арктических условиях; шасси колёсное, лыжное или поплавки.
Acme Centaur 101
Переделка L-13 в 6-местный самолёт для работы с неподготовленных ВПП. Двигатель Lycoming R-680-E3 (300 л.с. / 224 кВт) .
Acme Centaur 102
Аналогично Acme Centaur 101, силовая установка — звездообразный Jacobs R-755-A2 (300 л.с.).
Caribbean Traders Husky I
Гражданская переделка L-13A, оставлен оригинальный двигатель O-425.
Caribbean Traders Husky II
Гражданская переделка L-13A. 300-сильный Lycoming R-680-13 на изменённой откидной подмоторной раме.
Caribbean Traders Husky III
Аналогично Husky II, но со звездообразным Wright R-975-7 (450 л.с. / 338 кВт).
Servicair Loadmaster
Реконструкция L-13A с 450-сильным звездообразным Pratt & Whitney R-985-AN-1 и переделанной 4-местной кабиной.

## Тактико-технические характеристики (L-13A)
Источник данных: General Dynamics Aircraft and their Predecessors 

Технические характеристики
- Экипаж: 1
- Пассажировместимость: 2
- Длина: 9,68 м
- Размах крыла: 12,332 м
- Высота: 2,57 м
- Площадь крыла: 25 м2
- Масса пустого: 939 кг
- Нормальная взлётная масса: 1 445 кг
- Силовая установка: 1 × воздушных Franklin O-425-9 (оппозитный 6-цилиндровый)
- Мощность двигателей: 1 × 250 л.с. (1 × 190 кВт)

Лётные характеристики
- Максимальная скорость: 185 км/ч
- Крейсерская скорость: 148 км/ч
- Практическая дальность: 592 км
- Практический потолок: 4 600 м
- Скороподъёмность: 4,2 м/с

## Эксплуатанты
США
- ВВС США
- Армия США после начала Корейской войны получила от ВВС 43 L-13A; эти самолёты применялись на территории континентальных штатов, высвободив некоторое количество техники для службы за рубежом[8]/.